# Re 450
Les Re 450 sont des locomotives électriques des Chemins de fer fédéraux suisses construites par SLM et ABB, mises en service entre 1989 et 1997. 

## Histoire
Elles ont la particularité de n'avoir qu'une seule cabine de conduite, étant en permanence attelées à des rames de trains de banlieue.
Après une première révision de 2008 à 2010, le projet de rénovation "LION" (qui comprend également la transformation de 30 Re 4/4 II) prévoit en plus d'intégrer une voiture à plancher surbaissé construite par Bombardier et Siemens. Ce projet s'échelonne de 2012 à 2018 et nécessite la participation des trois ateliers industriels des CFF : Yverdon, Bellinzone et Olten.  
Ces rames sont utilisées pour le RER de Zürich.